# Марсело Морено
Марсело Морено Мартинс (на испански: Marcelo Moreno Martins) е боливийски футболист-нападател. От 2008 г. е играч на Шахтьор Донецк. През 2009 г. е преотстъпен на Вердер Бремен. През 2007 г. дебютира в националния отбор на своята страна.